# Lista kodów krajowych MKOl-u

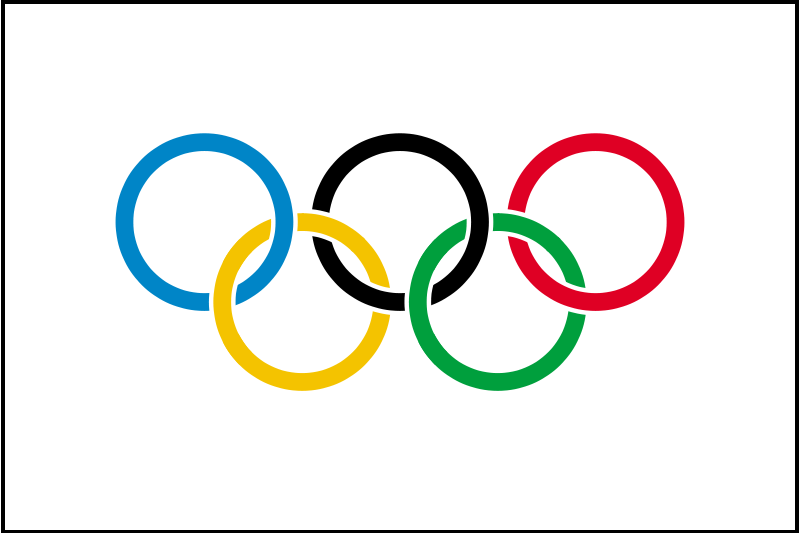
Flaga olimpijska

Lista kodów MKOl zawiera 241 pozycji, z których obecnie używanych jest 204. Międzynarodowy Komitet Olimpijski używa dla każdego krajowego komitetu olimpijskiego jednego trzyliterowego skrótu.
Niektóre ze skrótów MKOl nie odpowiadają kodom według normy międzynarodowej ISO3166-1 alpha-3. Skróty Międzynarodowego Komitetu Olimpijskiego nie są wiążące dla innych międzynarodowych organizacji sportowych. Tak na przykład w Commonwealth Games czy na zawodach FIFA, FINA lub IAAF dla niektórych drużyn stosuje się inne skróty niż w igrzyskach olimpijskich.

## Historia
W czasie zimowych igrzysk olimpijskich w 1956 roku i letnich igrzysk w 1960 roku po raz pierwszy użyto w oficjalnych raportach dla krajowych drużyn olimpijskich czy drużyn trzyliterowych kodów. Początkowo skróty były oparte na języku danego gospodarza igrzysk (np. GIA dla Japonii od włoskiej nazwy Japonii Giappone, ponieważ zarówno zimowe igrzyska olimpijskie w 1956 roku, jak i letnie igrzyska w 1960 roku odbywały się we Włoszech) lub pochodziły od francuskiej nazwy danego kraju (np. COR dla Korei, po francusku Corée).
Do zimowych igrzysk olimpijskich w 1972 roku większość kodów była zestandaryzowana. Niemniej jednak zdarzały się pewne zmiany w następnych latach. Zmiany polityczne, jak na przykład rozpad Związku Radzieckiego czy Jugosławii, połączenie NRD i RFN powodowały wprowadzanie nowych oznaczeń.

## Kody
Poniżej znajdują się kody reprezentacji olimpijskich, które były kiedykolwiek używane przez Międzynarodowy Komitet Olimpijski lub występowały w oficjalnych raportach olimpijskich.
Tłustym drukiem podano oznaczenia, obecnie używane w zestawieniach MKOl. Kody na jasnych polach są przyporządkowane do historycznych – nieistniejących już krajowych komitetów olimpijskich lub reprezentacji. Kursywą umieszczono oznaczenia używane wcześniej, które wyszły z użycia.
| Spis treści A B C D E F G H I J K L M N O P Q R S T U V X Y Z |

| Kod | Drużyna                                              | od             | do             | Skrót używany w oficjalnym raporcie danych igrzysk olimpijskich         | Uwagi |
| --- | ---------------------------------------------------- | -------------- | -------------- | ----------------------------------------------------------------------- | --- |
| A   |                                                      |                |                |                                                                         | |
| AFG | Afganistan                                           | 1936           |                |                                                                         | |
| AHO | Antyle Holenderskie                                  | 1952           | 2010           | ATO (1960) NAN (1964)                                                   | Terytorium przestało istnieć 10.10.2010 i nie jest już członkiem MKOl. |
| AIN | Indywidualni sportowcy neutralni                     | 2024           |                |                                                                         | Używany dla rosyjskich i białoruskich sportowców startujących jako neutralni w związku z rosyjską inwazją na Ukrainę. Delegacja posługuje się flagą i jednorazowym hymnem instrumentalnym wyznaczonym przez MKOl. |
| ALB | Albania                                              | 1972           |                |                                                                         | |
| ALG | Algieria                                             | 1964           |                | AGR (1964) AGL (1968)                                                   | |
| AND | Andora                                               | 1976           |                |                                                                         | |
| ANG | Angola                                               | 1980           |                |                                                                         | |
| ANT | Antigua i Barbuda                                    | 1964           |                |                                                                         | |
| ANZ | Australazja                                          | 1908           | 1912           |                                                                         | wspólna reprezentacja AUS i NZL |
| ARG | Argentyna                                            | 1920           |                |                                                                         | |
| ARM | Armenia                                              | 1994           |                |                                                                         | 1900–1912 – część RUS 1924–1988 – część URS 1992–0000 – część EUN |
| ARU | Aruba                                                | 1988           |                |                                                                         | |
| ASA | Samoa Amerykańskie                                   | 1988           |                |                                                                         | |
| AUS | Australia                                            | 1896           |                |                                                                         | 1908–1912 – część ANZ |
| AUT | Austria                                              | 1896           |                |                                                                         | |
| AZE | Azerbejdżan                                          | 1994           |                |                                                                         | 1900–1912 – część RUS 1924–1988 – część URS 1992–0000 – część EUN |
| B   |                                                      |                |                |                                                                         | |
| BAH | Bahamy                                               | 1952           |                |                                                                         | |
| BAN | Bangladesz                                           | 1984           |                |                                                                         | |
| BAR | Barbados                                             | 1968           |                | BAD (1964)                                                              | 1960–0000 – część BWI |
| BDI | Burundi                                              | 1996           |                |                                                                         | |
| BEL | Belgia                                               | 1900           |                |                                                                         | |
| BEN | Benin                                                | 1980           |                |                                                                         | 1972–1976 – start jako DAH |
| BER | Bermudy                                              | 1936           |                |                                                                         | |
| BHU | Bhutan                                               | 1984           |                |                                                                         | |
| BIH | Bośnia i Hercegowina                                 | 1992           |                | BSH (1992 L)                                                            | 1920–1988 – część YUG |
| BIR | Birma                                                | 1948           | 1988           | BUR (1964)                                                              | Startuje obecnie jako MYA. |
| BIZ | Belize                                               | 1976           |                |                                                                         | 1968–1972 – start jako HBR |
| BLR | Białoruś                                             | 1994           |                |                                                                         | 1900–1912 – część RUS 1924–1988 – część URS 1992–0000 – część EUN |
| BOH | Bohemia                                              | 1900           | 1912           |                                                                         | Była częścią Austro-Węgier, wystawiła jednak własną reprezentację na igrzyska olimpijskie. Po I wojnie światowej Czechy, wraz z innymi terenami jako Czechosłowacja (ze skrótem TCH). Startuje obecnie jako CZE. |
| BOL | Boliwia                                              | 1936           |                |                                                                         | |
| BOR | Borneo Północne                                      | 1956           | 1960           |                                                                         | Od 1963 część Malezji, startuje obecnie jako MAS. |
| BOT | Botswana                                             | 1980           |                |                                                                         | |
| BRA | Brazylia                                             | 1920           |                |                                                                         | |
| BRN | Bahrajn                                              | 1984           |                |                                                                         | |
| BRU | Brunei                                               | 1988           |                |                                                                         | |
| BUL | Bułgaria                                             | 1896           |                |                                                                         | |
| BUR | Burkina Faso                                         | 1988           |                |                                                                         | 1972–1984 – start jako VOL |
| BWI | Federacja Indii Zachodnich                           | 1960           | 1960           | ANT (1960)                                                              | wspólna drużyna BAR, JAM i TRI |
| C   |                                                      |                |                |                                                                         | |
| CAF | Republika Środkowoafrykańska                         | 1968           |                | AFC (1968)                                                              | |
| CAM | Kambodża                                             | 1956           |                | CAB (1964)                                                              | 1972–1976 – start jako KHM |
| CAN | Kanada                                               | 1900           |                |                                                                         | |
| CAY | Kajmany                                              | 1976           |                |                                                                         | |
| CEY | Cejlon                                               | 1948           | 1972           |                                                                         | Startuje obecnie jako SRI. |
| CGO | Kongo                                                | 1972           |                |                                                                         | 1968–0000 – start jako COB |
| CHA | Czad                                                 | 1964           |                | CHD (1964)                                                              | |
| CHI | Chile                                                | 1896           |                | CIL (1956 Z, 1960 L)                                                    | |
| CHN | Republika Chińska · Chińska Republika Ludowa         | 1932           |                |                                                                         | 1932–1956 – skrót używany dla Republiki Chińskiej (startowała następnie jako ROC) od 198400. – używany jako skrót dla Chińskiej Republiki Ludowej |
| CIV | Wybrzeże Kości Słoniowej                             | 1964           |                | IVC (1964), CML (1968)                                                  | |
| CMR | Kamerun                                              | 1964           |                |                                                                         | |
| COB | Kongo-Brazzaville                                    | 1964           | 1964           |                                                                         | Obecnie startuje jako CGO. |
| COD | Demokratyczna Republika Konga                        | 1968           |                |                                                                         | 1968–1980 – start jako COK 1984–1996 – start jako ZAI |
| COK | Wyspy Cooka                                          | 1988           |                |                                                                         | 1968–1980 – skrót używany dla Konga-Kinszazy od 198800. – skrót używany dla Wysp Kokosowych |
| COK | Kongo-Kinszaza                                       | 1968           | 1980           |                                                                         | Startuje obecnie jako COD. |
| COL | Kolumbia                                             | 1932           |                |                                                                         | |
| COM | Komory                                               | 1996           |                |                                                                         | |
| COR | Korea                                                | 2018           | 2018           |                                                                         | Używany przez zjednoczoną koreańską drużynę hokejową kobiet na Zimowych Igrzyskach Olimpijskich 2018. |
| CPV | Republika Zielonego Przylądka                        | 1996           |                |                                                                         | |
| CRC | Kostaryka                                            | 1936           |                | COS (1964), CTC (1984 Z)                                                | |
| CRO | Chorwacja                                            | 1992           |                |                                                                         | 1920–1988 – część YUG |
| CUB | Kuba                                                 | 1900           |                |                                                                         | |
| CYP | Cypr                                                 | 1980           |                |                                                                         | |
| CZE | Czechy                                               | 1994           |                |                                                                         | 1900–1912 – start jako BOH 1920–1992 – część TCH |
| D   |                                                      |                |                |                                                                         | |
| DAH | Dahomej · Benin                                      | 1964           | 1976           | DAY (1964)                                                              | Startuje obecnie jako BEN. |
| DEN | Dania                                                | 1896           |                | DAN (1960 L, 1968 Z), DIN (1968 L)                                      | |
| DJI | Dżibuti                                              | 1984           |                |                                                                         | |
| DMA | Dominika                                             | 1996           |                |                                                                         | |
| DOM | Dominikana                                           | 1964           |                |                                                                         | |
| E   |                                                      |                |                |                                                                         | |
| ECU | Ekwador                                              | 1924           |                |                                                                         | |
| EGY | Egipt                                                | 1912           |                |                                                                         | 1960–1968 – start jako UAR |
| ERI | Erytrea                                              | 2000           |                |                                                                         | |
| ESA | Salwador                                             | 1964           |                | SAL (1964–1976)                                                         | |
| ESP | Hiszpania                                            | 1900           |                | SPA (1956–1964, 1968 Z)                                                 | |
| EST | Estonia                                              | 1924           |                |                                                                         | 1900–1912 – część RUS 1948–1988 – część URS |
| EOR | Olimpijska reprezentacja uchodźców                   | 2016           |                | ROT (2016)                                                              | Używany przez drużynę olimpijską uchodźców MKOl dla sportowców, którzy zostali wysiedleni ze swoich krajów ojczystych. |
| ETH | Etiopia                                              | 1956           |                | ETI (1960, 1968)                                                        | |
| EUA | Niemcy                                               | 1956 1960      | 1956 1964      | GER (1956–1964)                                                         | MKOl wprowadził ten skrót dopiero po zjednoczeniu Niemiec dla oddania specyficznej sytuacji politycznej. Członkowie wspólnej drużyny olimpijskiej byli wyłaniani spośród sportowców z Republiki Federalnej Niemiec i Niemieckiej Republiki Demokratycznej. Po tym jak NRD została oficjalnie uznana przez MKOl 6 października 1965, sportowcy startowali w osobnych drużynach: FRG i GDR                                                                                     |
| EUN | Wspólna Reprezentacja                                | 1992           | 1992           |                                                                         | następcy: ARM, AZE, BLR, GEO, KAZ, KGZ, MDA, RUS, TJK, TKM, UKR i UZB |
| F   |                                                      |                |                |                                                                         | |
| FIJ | Fidżi · Fidżi                                        | 1956           |                | FIG (1960)                                                              | |
| FIN | Finlandia                                            | 1908           |                |                                                                         | Finlandia po raz pierwszy brała udział w letnich igrzyskach olimpijskich w 1908 roku w Londynie. Wtedy i w następnych letnich igrzyskach w 1912 roku Finlandia była autonomicznym księstwem Rosji. Wyniki zawodników fińskich były traktowane oddzielnie w stosunku do rosyjskich. Od 1920 roku Finlandia bierze udział w igrzyskach olimpijskich jako samodzielne państwo.                                                                                                  |
| FRA | Francja                                              | 1896           |                |                                                                         | |
| FRG | RFN                                                  | 1968           | 1988           | ALL (1968 Z), ALE (1968 L), GER (1972–1976)                             | Po zjednoczeniu Niemiec – GER. |
| FSM | Mikronezja                                           | 2000           |                |                                                                         | |
| G   |                                                      |                |                |                                                                         | |
| GAB | Gabon                                                | 1972           |                |                                                                         | |
| GAM | Gambia                                               | 1984           |                |                                                                         | |
| GBR | Wielka Brytania                                      | 1896           |                | GRB (1956 W–1960), GBI (1964)                                           | |
| GBS | Gwinea Bissau                                        | 1996           |                |                                                                         | |
| GDR | NRD                                                  | 1968           | 1988           | ADE (1968)                                                              | Po zjednoczeniu Niemiec – GER |
| GEO | Gruzja                                               | 1996           |                |                                                                         | 1900–1912 – część RUS 1924–1988 – część URS 1992–0000 – część EUN |
| GEQ | Gwinea Równikowa                                     | 1984           |                |                                                                         | |
| GER | Niemcy                                               | 1896 1952 1992 | 1936 1952      | ALL (1968 Z), ALE (1968 L), FRG (1980–1988)                             | 1956–1964 – start jako GER, przez MKOl obecnie podawane jako EUA 1968–1988 – udział jako osobne reprezentacje FRG i GDR |
| GHA | Ghana                                                | 1960           |                |                                                                         | |
| GRE | Grecja                                               | 1896           |                |                                                                         | |
| GRN | Grenada                                              | 1984           |                |                                                                         | |
| GUA | Gwatemala                                            | 1952           |                | GUT (1964)                                                              | |
| GUI | Gwinea                                               | 1968           |                |                                                                         | |
| GUI | Gujana Brytyjska                                     | 1948           | 1964           | GUA (1960)                                                              | od 1968 jako Gujana |
| GUM | Guam                                                 | 1988           |                |                                                                         | |
| GUY | Gujana                                               | 1948           |                |                                                                         | |
| H   |                                                      |                |                |                                                                         | |
| HAI | Haiti                                                | 1924           |                |                                                                         | |
| HBR | Honduras Brytyjski                                   | 1968           | 1972           |                                                                         | Startuje obecnie jako BIZ. |
| HKG | Hongkong                                             | 1952           |                | HOK (1960–1968)                                                         | |
| HON | Honduras                                             | 1968           |                |                                                                         | |
| HUN | Węgry                                                | 1896           |                | UNG (1956 Z, 1960 L)                                                    | 1896–1920 – część Austro-Węgier |
| I   |                                                      |                |                |                                                                         | |
| IHO | Holenderskie Indie Wschodnie                         | 1952           | 1952           |                                                                         | Startuje obecnie jako INA. |
| INA | Indonezja                                            | 1952           |                | INS (1960)                                                              | 1952–0000 – start jako IHO |
| IND | Indie                                                | 1900           |                |                                                                         | |
| IOA | Niezależni sportowcy olimpijscy                      | 2000           | 2016           |                                                                         | Używany: - w 2000, gdy Timor Wschodni znajdował się pod administracją UNTAET - w 2012 dla zawodników byłych Antyli Holenderskich (AHO) i Sudanu Południowego, który nie posiadał wtedy własnego komitetu narodowego. - w 2016 dla sportowców z Kuwejtu w wyniku zawieszenia Krajowego Komitetu Olimpijskiego. Ten skrót może znaleźć zastosowanie w przyszłości w podobnych sytuacjach.                                                                                      |
| IOP | Niezależni uczestnicy olimpijscy                     | 1992           | 2014           |                                                                         | Używany: - w 1992, jako oznaczenie stosowane w odniesieniu do sportowców z FR Jugosławii, którzy nie mogli rywalizować w drużynie ze względu na sankcje Organizacji Narodów Zjednoczonych. Na tych samych igrzyskach IOP był również używany jako oznaczenie sportowców z Republiki Macedonii. - w 2014 przez indyjskich sportowców z powodu zawieszenia Indyjskiego Stowarzyszenia Olimpijskiego. Ten skrót może znaleźć zastosowanie w przyszłości w podobnych sytuacjach. |
| IRI | Iran                                                 | 1948           |                | IRN (1948–1988), IRA (1968 Z)                                           | |
| IRL | Irlandia                                             | 1924           |                |                                                                         | 1896–1920 – część GBR |
| IRQ | Irak                                                 | 1948           |                | IRK (1960, 1968)                                                        | |
| ISL | Islandia                                             | 1908           |                | ICE (1960 Z, 1964 L)                                                    | |
| ISR | Izrael                                               | 1952           |                |                                                                         | |
| ISV | Wyspy Dziewicze Stanów Zjednoczonych                 | 1968           |                |                                                                         | |
| ITA | Włochy                                               | 1900           |                |                                                                         | |
| IVB | Brytyjskie Wyspy Dziewicze                           | 1984           |                |                                                                         | |
| J   |                                                      |                |                |                                                                         | |
| JAM | Jamajka                                              | 1948           |                |                                                                         | 1960–0000 – część BWI |
| JOR | Jordania                                             | 1968           |                |                                                                         | |
| JPN | Japonia                                              | 1912           |                | GIA (1956 Z, 1960 L), JAP (1960 Z)                                      | |
| K   |                                                      |                |                |                                                                         | |
| KAZ | Kazachstan                                           | 1994           |                |                                                                         | 1900–1912 – część RUS 1924–1988 – część URS 1992–0000 – część EUN |
| KEN | Kenia                                                | 1956           |                |                                                                         | |
| KGZ | Kirgistan                                            | 1994           |                |                                                                         | 1900–1912 – część RUS 1924–1988 – część URS 1992–0000 – część EUN |
| KHM | Republika Khmerów                                    | 1972           | 1976           |                                                                         | Startuje obecnie jako CAM. |
| KIR | Kiribati                                             | 2004           |                |                                                                         | |
| KOR | Korea Południowa                                     | 1948           |                | COR (1956 Z, 1960 L, 1968 L, 1972 L)                                    | |
| KOS | Kosowo                                               | 2014           |                |                                                                         | |
| KSA | Arabia Saudyjska                                     | 1988           |                | ARS (1968–1976), SAU (1980–1984)                                        | |
| KUW | Kuwejt                                               | 1968           |                |                                                                         | |
| L   |                                                      |                |                |                                                                         | |
| LAO | Laos                                                 | 1980           |                |                                                                         | |
| LAT | Łotwa                                                | 1924           |                |                                                                         | 1900–1912 – część RUS 1948–1988 – część URS |
| LBA | Libia                                                | 1964           |                | LYA (1964), LBY (1968 Z)                                                | |
| LBR | Liberia                                              | 1956           |                |                                                                         | |
| LCA | Saint Lucia                                          | 1996           |                |                                                                         | |
| LES | Lesotho                                              | 1972           |                |                                                                         | |
| LIB | Liban                                                | 1948           |                | LEB (1960 Z, 1964 L)                                                    | |
| LIE | Liechtenstein                                        | 1936           |                | LIC (1956 Z, 1964 L, 1968 Z)                                            | |
| LTU | Litwa                                                | 1924           |                | LIT (1992 Z)                                                            | 1900–1912 – część RUS 1948–1988 – część URS |
| LUX | Luksemburg                                           | 1908           |                |                                                                         | |
| M   |                                                      |                |                |                                                                         | |
| MAD | Madagaskar                                           | 1964           |                | MAG (1964)                                                              | |
| MAL | Federacja Malajska                                   | 1956           | 1960           |                                                                         | Startuje obecnie jako MAS. |
| MAR | Maroko                                               | 1960           |                | MRC (1964)                                                              | |
| MAS | Malezja                                              | 1956           |                |                                                                         | 1956–1960 – start jako MAL |
| MAW | Malawi                                               | 1972           |                |                                                                         | |
| MDA | Mołdawia                                             | 1994           |                | MLD (1994)                                                              | 1900–1912 – część RUS 1920–1936 – część ROM 1952–1988 – część URS 1992–0000 – część EUN |
| MDV | Malediwy                                             | 1988           |                |                                                                         | |
| MEX | Meksyk                                               | 1924           |                |                                                                         | |
| MGL | Mongolia                                             | 1964           |                | MON (1968 Z)                                                            | |
| MHL | Wyspy Marshalla                                      | 2008           |                |                                                                         | |
| MKD | Macedonia Północna                                   | 1996           |                |                                                                         | 1920–1988 – część YUG 1992–0000 – start jako IOP |
| MLI | Mali                                                 | 1964           |                |                                                                         | |
| MLT | Malta                                                | 1928           |                | MAT (1960–1964)                                                         | |
| MNE | Czarnogóra                                           | 2008           |                |                                                                         | 1920–1988 – część YUG 1992–0000 – start jako IOP 1996-2002 – część YUG 2004-2006 – część SCG 2008–0000 – start jako MNE |
| MON | Monako                                               | 1920           |                |                                                                         | |
| MOZ | Mozambik                                             | 1980           |                |                                                                         | |
| MRI | Mauritius                                            | 1984           |                |                                                                         | |
| MTN | Mauretania                                           | 1984           |                |                                                                         | |
| MYA | Mjanma                                               | 1992           |                |                                                                         | 1948–1988 – start jako BIR |
| N   |                                                      |                |                |                                                                         | |
| NAM | Namibia                                              | 1992           |                |                                                                         | |
| NCA | Nikaragua                                            | 1968           |                | NCG (1964), NIC (1968)                                                  | |
| NED | Holandia                                             | 1900           |                | OLA (1956 Z), NET (1960 Z), PBA (1960 L), NLD (1964 L), HOL (1968–1988) | |
| NEP | Nepal                                                | 1964           |                |                                                                         | |
| NGR | Nigeria                                              | 1952           |                | NGA (1964)                                                              | |
| NIG | Niger                                                | 1968           |                | NGR (1964)                                                              | |
| NOR | Norwegia                                             | 1900           |                |                                                                         | |
| NRU | Nauru                                                | 1996           |                |                                                                         | |
| NZL | Nowa Zelandia                                        | 1920           |                | NZE (1960, 1968 Z)                                                      | 1908–1912 – część ANZ |
| O   |                                                      |                |                |                                                                         | |
| OMA | Oman                                                 | 1984           |                |                                                                         | |
| OAR | Olimpijscy sportowcy z Rosji                         | 2018           | 2018           |                                                                         | Używany dla olimpijczyków z Rosji startujących jako sportowcy neutralni w związku ze sponsorowanym przez państwo skandalem dopingowym. |
| P   |                                                      |                |                |                                                                         | |
| PAK | Pakistan                                             | 1948           |                |                                                                         | |
| PAN | Panama                                               | 1928           |                |                                                                         | |
| PAR | Paragwaj                                             | 1964           |                |                                                                         | |
| PER | Peru                                                 | 1936           |                |                                                                         | |
| PHI | Filipiny                                             | 1924           |                | FIL (1960, 1968)                                                        | |
| PLE | Palestyna                                            | 1996           |                |                                                                         | |
| PLW | Palau                                                | 2000           |                |                                                                         | |
| PNG | Papua-Nowa Gwinea                                    | 1976           |                | NGY (1976–1980), NGU (1984–1988)                                        | |
| POL | Polska                                               | 1924           |                |                                                                         | |
| POR | Portugalia                                           | 1912           |                |                                                                         | |
| PRK | Korea Północna                                       | 1972           |                | NKO (1964 L, 1968 Z), CDN (1968)                                        | |
| PUR | Portoryko                                            | 1948           |                | PRI (1960), PRO (1968)                                                  | |
| Q   |                                                      |                |                |                                                                         | |
| QAT | Katar                                                | 1984           |                |                                                                         | |
| R   |                                                      |                |                |                                                                         | |
| RHN | Rodezja Północna                                     | 1964           | 1964           |                                                                         | Startuje obecnie jako ZAM. |
| RHO | Federacja Rodezji i Niasy                            | 1928           | 1960           |                                                                         | Brytyjska kolonia została w 1963 podzielona na Rodezję Północną i Południową. Po zmianie nazwy Rodezji Północnej na Zambia skrót był dalej używany dla Rodezji Południowej. Startuje obecnie jako ZIM. |
| RHS | Rodezja                                              | 1964           | 1964           |                                                                         | Po zmianie nazwy Rodezji Północnej na Zambia skrót RHO był dalej używany dla Rodezji Południowej. Startuje obecnie jako ZIM. |
| ROC | Republika Chińska                                    | 1968           | 1972           | RCF (1960)                                                              | Startuje obecnie jako TPE. |
| ROC | Rosyjski Komitet Olimpijski                          | 2020           | 2022           |                                                                         | Używany dla sportowców Rosyjskiego Komitetu Olimpijskiego na Letnich Igrzyskach Olimpijskich 2020 i Zimowych Igrzyskach Olimpijskich 2022 w następstwie sankcji wynikających ze sponsorowanego przez państwo skandalu dopingowego. Delegacja posługiwała się flagą przedstawiającą logo Rosyjskiego Komitetu Olimpijskiego. |
| ROU | Rumunia                                              | 1924           |                | ROM (1956–1960, 1972–2006), RUM (1964–1968)                             | |
| RSA | Południowa Afryka                                    | 1904           |                |                                                                         | 1908–1960 – start jako SAF |
| RUS | Rosja                                                | 1900           |                |                                                                         | 1900–1912 – start jako RUS 1952–1988 – start jako URS 1992–0000 – część EUN od 199400. – start jako RUS |
| RWA | Rwanda                                               | 1984           |                |                                                                         | |
| S   |                                                      |                |                |                                                                         | |
| SAA | Protektorat Saary                                    | 1952           | 1952           |                                                                         | Po II wojnie Światowej kraj Saary był do 1957 roku pod francuskim protektoratem. |
| SAF | Południowa Afryka                                    | 1904           | 1960           |                                                                         | Startuje obecnie jako RSA. |
| SAM | Samoa                                                | 1984           |                |                                                                         | |
| SCG | Serbia i Czarnogóra                                  | 2004           | 2006           |                                                                         | 1920–1988 – część YUG 1992–0000 – start jako IOP 1996-2002 – start jako YUG od 200800. – start jako SRB i MNE |
| SEN | Senegal                                              | 1964           |                | SGL (1964)                                                              | |
| SEY | Seszele                                              | 1980           |                |                                                                         | |
| SRB | Serbia                                               | 1912           | 1912           |                                                                         | 1920–1988 – część YUG 1992–0000 – start jako IOP 1996-2002 – start jako YUG od 200800. – start jako SRB |
| SIN | Singapur                                             | 1948           |                |                                                                         | |
| SKN | Saint Kitts i Nevis                                  | 1996           |                |                                                                         | |
| SLE | Sierra Leone                                         | 1968           |                | SLA (1968)                                                              | |
| SLO | Słowenia                                             | 1992           |                |                                                                         | 1920–1988 – część YUG |
| SMR | San Marino                                           | 1960           |                | SMA (1960–1964)                                                         | |
| SOL | Wyspy Salomona                                       | 1984           |                |                                                                         | |
| SOM | Somalia                                              | 1972           |                |                                                                         | |
| SRB | Serbia                                               | 1912           |                |                                                                         | 1912–0000 – start jako SER 1920–1988 – część YUG 1992–0000 – start jako IOP 1996-2002 – część YUG 2004-2006 – część SCG 2008–0000 – start jako SRB |
| SRI | Sri Lanka                                            | 1976           |                |                                                                         | 1948–1972 – start jako CEY |
| STP | Wyspy Świętego Tomasza i Książęca                    | 1996           |                |                                                                         | |
| SUD | Sudan                                                | 1960           |                |                                                                         | |
| SSD | Sudan Południowy                                     | 2012           |                |                                                                         | |
| SUI | Szwajcaria                                           | 1900           |                | SVI (1956 Z, 1960 L), SWI (1960 Z, 1964 L)                              | |
| SUR | Surinam                                              | 1968           |                |                                                                         | |
| SVK | Słowacja                                             | 1994           |                |                                                                         | 1920–1992 – część TCH |
| SWE | Szwecja                                              | 1896           |                | SVE (1956 Z, 1960 L), SUE (1968 L)                                      | |
| SWZ | Eswatini                                             | 1972           |                |                                                                         | |
| SYR | Syria                                                | 1948           |                |                                                                         | 1960–1968 – start jako UAR |
| T   |                                                      |                |                |                                                                         | |
| TAG | Tanganika                                            | 1964           | 1964           |                                                                         | Startuje obecnie jako TAN. |
| TAI | Republika Chińska                                    | 1960           | 1964           | TWN (1964–1968)                                                         | Startuje obecnie jako TPE. |
| TAN | Tanzania                                             | 1964           |                |                                                                         | |
| TCH | Czechosłowacja                                       | 1920           | 1992           |                                                                         | po podziale Czechosłowacji dwie drużyny narodowe: CZE i SVK |
| TGA | Tonga                                                | 1984           |                | TON (1984)                                                              | |
| THA | Tajlandia                                            | 1952           |                | TAI (1960, 1968)                                                        | |
| TJK | Tadżykistan                                          | 1994           |                |                                                                         | 1900–1912 – część RUS 1924–1988 – część URS 1992–0000 – część EUN |
| TKM | Turkmenistan                                         | 1994           |                |                                                                         | 1900–1912 – część RUS 1924–1988 – część URS 1992–0000 – część EUN |
| TLS | Timor Wschodni                                       | 2004           |                |                                                                         | 2000–0000 – start jako IOA |
| TOG | Togo                                                 | 1972           |                |                                                                         | |
| TPE | Chińskie Tajpej                                      | 1984           |                |                                                                         | 1932–1956 – start jako CHN 1960–1964 – start jako TAI 1968–1972 – start jako ROC |
| TRI | Trynidad i Tobago                                    | 1948           |                | TRT (1964–1968)                                                         | 1960–0000 – część BWI |
| TUN | Tunezja                                              | 1960           |                |                                                                         | |
| TUR | Turcja                                               | 1908           |                |                                                                         | |
| U   |                                                      |                |                |                                                                         | |
| UAE | Zjednoczone Emiraty Arabskie                         | 1984           |                |                                                                         | |
| UAR | Zjednoczona Republika Arabska                        | 1960           | 1968           | RAU (1960, 1968)                                                        | Startuje obecnie jako EGY. |
| UGA | Uganda                                               | 1956           |                |                                                                         | |
| UKR | Ukraina                                              | 1994           |                |                                                                         | 1900–1912 – część RUS 1924–1988 – część URS 1992–0000 – część EUN |
| URU | Urugwaj                                              | 1924           |                | URG (1968)                                                              | |
| URS | ZSRR                                                 | 1952 1956 1984 | 1952 1980 1988 |                                                                         | później samodzielne reprezentacje: ARM, AZE, BLR, EST, EUN, GEO, KAZ, KGZ, LAT, LTU, MDA, RUS, TJK, TKM, UKR i UZB |
| USA | Stany Zjednoczone                                    | 1896           |                | SUA (1960 L), EUA (1968 L)                                              | |
| UZB | Uzbekistan                                           | 1994           |                |                                                                         | 1900–1912 – część RUS 1924–1988 – część URS 1992–0000 – część EUN |
| V   |                                                      |                |                |                                                                         | |
| VAN | Vanuatu                                              | 1988           |                |                                                                         | |
| VEN | Wenezuela                                            | 1948           |                |                                                                         | |
| VIE | Wietnam Południowy · Wietnam                         | 1952           |                | VET (1964), VNM (1968–1976)                                             | 1956–1972 – używany dla Wietnamu Południowego. Wietnam Północny nie brał udziału w igrzyskach. |
| VIN | Saint Vincent i Grenadyny                            | 1988           |                |                                                                         | |
| VOL | Górna Wolta                                          | 1972           | 1984           |                                                                         | Startuje obecnie jako BUR. |
| Y   |                                                      |                |                |                                                                         | |
| YAR | Jemen Północny                                       | 1984           | 1988           |                                                                         | Po połączeniu obu części Jemenu, reprezentacja startowała pod skrótem YEM. |
| YEM | Jemen                                                | 1992           |                |                                                                         | 1988–0000 – start jako YAR 1988–0000 – start jako YMD |
| YMD | Jemen Południowy                                     | 1988           | 1988           |                                                                         | Po połączeniu obu części Jemenu, reprezentacja startowała pod skrótem YEM. |
| YUG | Królestwo SHS · Jugosławia · Jugosławia · Jugosławia | 1920           | 2002           |                                                                         | Później samodzielne reprezentacje: BIH, CRO, MKD, MNE, SCG, SLO i SRB |
| Z   |                                                      |                |                |                                                                         | |
| ZAI | Zair                                                 | 1968           | 1996           |                                                                         | Startuje obecnie jako COD. |
| ZAM | Zambia                                               | 1968           |                |                                                                         | 1928–1960 – część RHO 1964–0000 – start jako RHN |
| ZIM | Zimbabwe                                             | 1980           |                |                                                                         | 1928–1960 – część RHO 1964–0000 – start jako RHS |
| ZZX | Drużyna mieszana                                     | 1896           | 1904           |                                                                         | Określenie drużyn składających się z zawodników pochodzących z różnych krajów. Ten skrót prawdopodobnie w przyszłości nie będzie używany, ponieważ zawodnicy są zorganizowani w ramach krajowych komitetów olimpijskich. |